# Dr. Stein
"Dr. Stein" es una canción del grupo de power metal alemán Helloween, siendo también el tercer sencillo de la banda. Esta canción es del álbum de 1988 Keeper of the Seven Keys Part II. 
El acorde de piano al final de la canción fue directamente sampleado desde el tema A Day In The Life de The Beatles. 

## Lista de canciones
1. "Dr. Stein" (Weikath) 5:03.
2. "Savage" (Kiske) 3:27.
3. "Livin' Ain't No Crime" (Weikath) 4:44.
4. "Victim of Fate" (Hansen) 7:00.

- La canción "Victim of Fate" pertenece originalmente al MiniLP de Helloween (1985). Este sencillo incluye una versión regrabada con la voz de Michael Kiske.

## Miembros
- Michael Kiske - Vocalista.
- Kai Hansen - Guitarra.
- Michael Weikath - Guitarra líder.
- Markus Grosskopf - Bajo.
- Ingo Schwichtenberg - Batería.

- Datos: Q964462